# Baix Awlaqi
El Baix Awlaqi és un territori tribal del Iemen a la governació de Shabwa.
Fou un dels estats del Protectorat Occidental d'Aden amb 80000 km² i 15000 habitants. La major part del territori és àrid i erm. Generalment la pluja és molt dèbil per permetre als wadis de córrer. La zona principal és la vall del wadi Ahwar (també Uthrub) format per la unió del wadi Djahr procedent de la Dathina i del Wadi Deka (o Layka) procedent de la regió sud d'Habban en territori wahidi; aquesta vall creua l'altiplà de Munkaa. Està habitat pels clans himiarites (mashaikh) dels kumush, a la comarca de Labakha (a l'oest) i els Ahl Shama a la comarca oriental al sud de Yashbum. Sota autoritat dels awlaqi es troba la tribu beduïna dels Ba Kazim que viuen principalment a l'oest del territori amb alguns grups al sud. Les ciutats principals es troben al Wadi Deka i són: Khabr, Shadjima i Kulliya; també hi ha alguns pobles pescadors a la costa; el soldà té residència a Ahwar (o Hawar) a uns 5 km de la costa a l'est del wadi; Ahwar dona nom a la comarca i la ciutat mateix s'anomena de vegades Al-Madjabi i està formada per un grup de poblets més que per una única ciutat, reunint uns cinc mil habitants quasi tots pagesos.
El primer tractat amb els britànics fou signat el 1888. Un nou tractat es va signar el 1944 pel soldà Haidarus (o Aydarus) ben Alí, que fou assassinat el 1948. A Ahwar es va establir un aeròdrom i una estació de telegrafia i es van crear dos escoles, una secundària i una indígena. El 1960 es va adherir a la Federació d'Emirats Àrabs del Sud. Fou membre de la Federació d'Aràbia del Sud del 1962 al 1967. En aquest any el soldanat fou abolit i el territori va passar a la muhafazah III (governació III) de la República Popular del Iemen del Sud fins al 1990.

## Sultans awlaqi d'Ahwar
- Alí I ben Munassar al-Awlaqi
- Mahdi ben Ali al-Awlaqi
- Alí II ben Mahdi al-Awlaqi
- Abd Allah ben Ali al-Awlaqi
- Nasir ben Abu Bakr al-Awlaqi
- Munassar ben Abu Bakr al-Awlaqi vers 1850-1863
- Abu Bakr ben Abd Allah al-Awlaqi 1863-1892
- Salih ben Ali al-Awlaqi 1892-1900
- Alí III ben Munassar al-Awlaqi 1900-1902
- Nasir ben Abu Bakr al-Awlaqi 1902-1912
- Abu Bakr ben Nasir al-Awlaqi 1912-1924
- Munassar ben Ali al-Awlaqi 1924-1930
- Haidarus (Aydarus) ben Ali al-Awlaqi 1930-1947 `
- Nasir ben Aidarus al-Awlaqi 1947-1967